# Aurignac
Aurignac este o comună în departamentul Haute-Garonne din sudul Franței. În 2009 avea o populație de 1.187 de locuitori.
Localitatea este cunoscută pentru vestigiile arheologice din preistorie, cu caracteristici prezente pe o întinsă regiune a Europei și care formează o cultură arheologică numită aurignacian.

## Evoluția populației
| An        | 1975 | 1982 | 1990 | 1999 | 2006  | 2009  |
| --------- | ---- | ---- | ---- | ---- | ----- | ----- |
| Populație | 966  | 976  | 983  | 980  | 1.136 | 1.187 |